# Peruviaanse Communistische Partij
De Peruviaanse Communistische Partij (Spaans: Partido Comunista Peruano) is een communistische partij in Peru. De partij werd opgericht in 1928 door José Carlos Mariátegui, onder de naam Partido Socialista del Perú (Socialistische Partij van Peru). In 1930 werd de naam veranderd in PCP. PCP wordt vaak aangeduid als PCP [Unidad], om het te scheiden van andere partijen met vergelijkbare namen.
Jorge Del Prado was de algemeen secretaris tussen 1966 en 1991. In 1980 hebben de PCP en andere linkse groepen Verenigd Links gevormd.
PCP publiceert Unidad (Eenheid) en Nuestra Bandera (Onze Vlag). Internationaal is de partij aangesloten bij de Foro de São Paulo.
Tijdens de Peruviaanse algemene verkiezingen in 2011 was Renán Raffo Muñoz de partijleider van de PCP en nam de partij deel aan de alliantie Peru Wint van Ollanta Humala die de verkiezingen won.